# Ochodnica

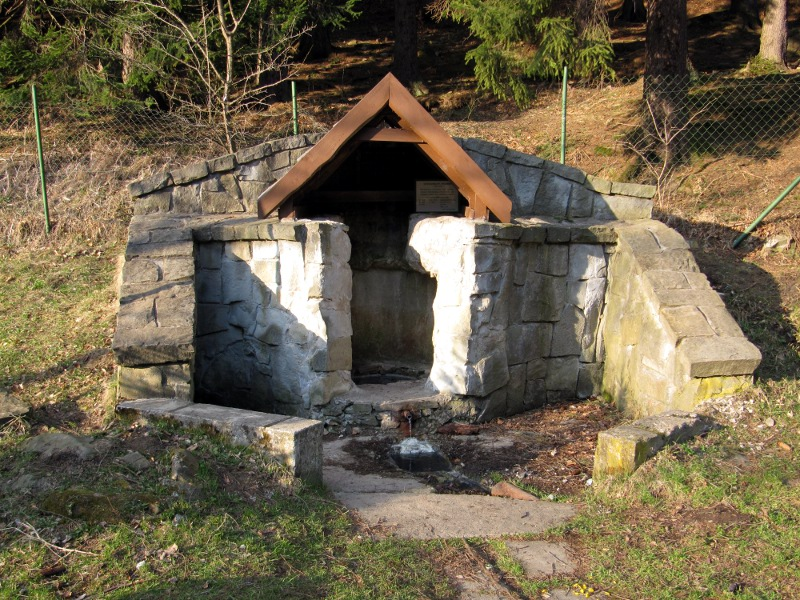
Ochodnický prameň (Vajcovka)

Ochodnica (węg. Ösvényes, do 1899 Ochodnicza) – wieś (obec) w północnej Słowacji, w powiecie Kysucké Nové Mesto, w kraju żylińskim.

## Położenie
Miejscowość położona jest ok. 7 km na północ od Kysuckého Nového Mesta, w dolinie rzeki Kisucy, na jej prawym brzegu, więc już formalnie w Jawornikach. Zabudowania rozłożone są wzdłuż potoku Ochodničanka, który wpada do Kisucy. Od północy dominują nad nimi szczyty Lazové (577 m n.p.m.) i Belajov vrch (703 m n.p.m.), od zachodu Na Látanej (851 m n.p.m.), a od południa Šerkov (636 m n.p.m.).
W miejscowości jest przystanek kolejowy Ochodnica.

## Historia
Pierwsza pisemna wzmianka o Ochodnicy pochodzi z 1598 roku. Należała do wielkiego "państwa" feudalnego z siedzibą na zamku Budatín.

## Źródło mineralne Vajcovka
W dolinie potoku Ochodničanka, na wysokości ostatnich zabudowań, niedaleko końcowego przystanku autobusowego, znajduje się źródło mineralne (słow. Ochodnický prameň), ze względu na zawartość w wodzie siarkowodoru znane wśród miejscowych jako Vajcovka. Od 1973 r. chronione jest jako pomnik przyrody (słow. chránená prírodná pamiatka) o powierzchni 158 m² (powierzchnia strefy ochronnej wynosi 1866 m²).
Woda mineralna typu sodowo-wapniowo-węglanowo-chlorkowego z zawartością wolnego dwutlenku węgla i siarkowodoru. Ogólna mineralizacja wody wynosi ok. 876 mg/l. Zawartość głównych składników rozpuszczonych wynosi (w mg/litr): Na – 158, Mg – 12,89, Ca – 81,76; HCO3 – 373,43, Cl – 202,77, wolny CO2 – 21,10; H2S – 6,94, H4SiO4 – 17,4.
Źródło jest obudowane, a teren ogrodzony. Od 2014 r. na terenie tym znajduje się wiata turystyczna ze stołem i ławkami oraz miejsce na ognisko.